# Święciechów
Święciechów (do 1945 niem. Silberberg) – wieś sołecka w Polsce położona w województwie zachodniopomorskim, w powiecie choszczeńskim, w gminie Drawno. W latach 1975–1998 miejscowość administracyjnie należała do województwa gorzowskiego.
Wieś leży ok. 5 km na północny zachód od Drawna, między Drawnem a Żółwinem.
W 2007 wieś liczyła 505 mieszkańców. Jest największą wsią gminy. Osadą wchodzącą w skład sołectwa jest Rościn.

## Zabytki
Do wojewódzkiego rejestru zabytków wpisany jest:
- zespół pałacowy, w skład którego wchodzą:
  - Pałac w Święciechowie piętrowy, wybudowany na początku XX wieku; kryty dachem czterospadowym; od frontu portyk z czterema kolumnami doryckimi podtrzymującymi balkon przy ryzalicie zwieńczonym półkolistym frontonem typu circulaire (kolisty) z herbem rodziny von Enckevort[5].
  - park z początku XIX do XX wieku

inne zabytki:
- kościół filialny pw. Matki Boskiej Częstochowskiej, rzymskokatolicki należący do parafii pw. Matki Boskiej Nieustającej Pomocy w Drawnie, dekanatu Drawno, archidiecezji szczecińsko-kamieńskiej, metropolii szczecińsko-kamieńskiej.

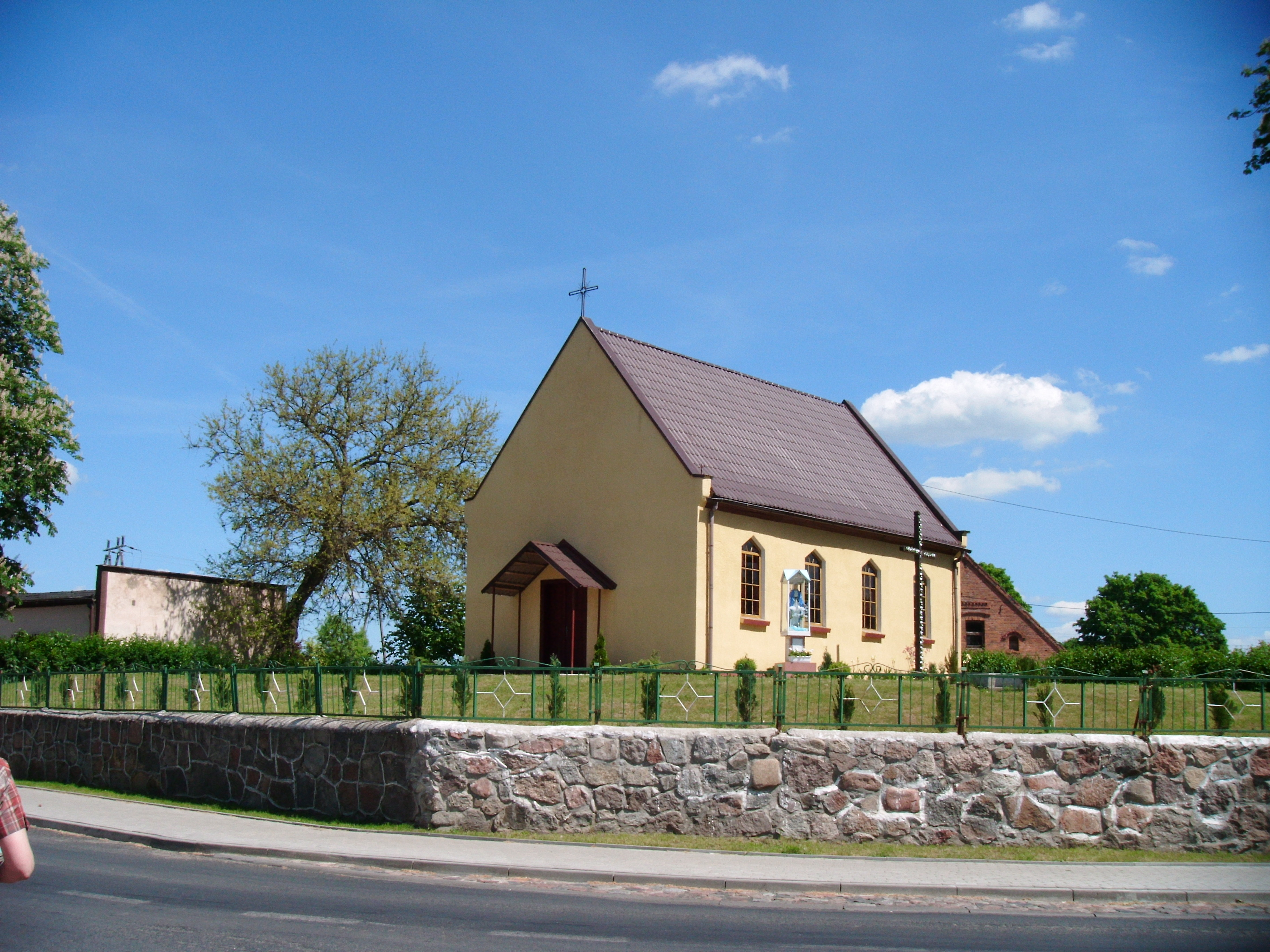
Kościół pw. MB Częstochowskiej
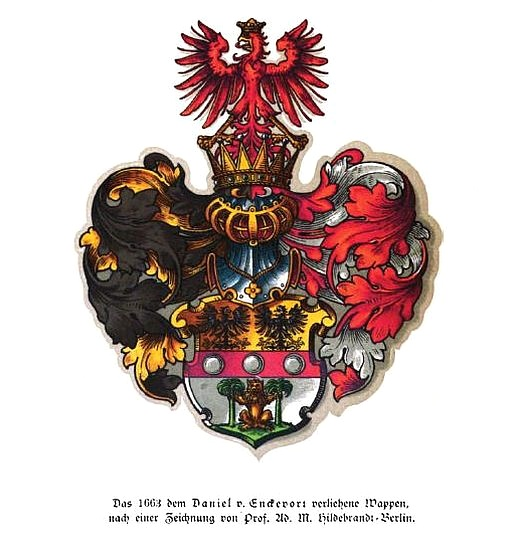
Herb  von Enckevort